# Мальтоза

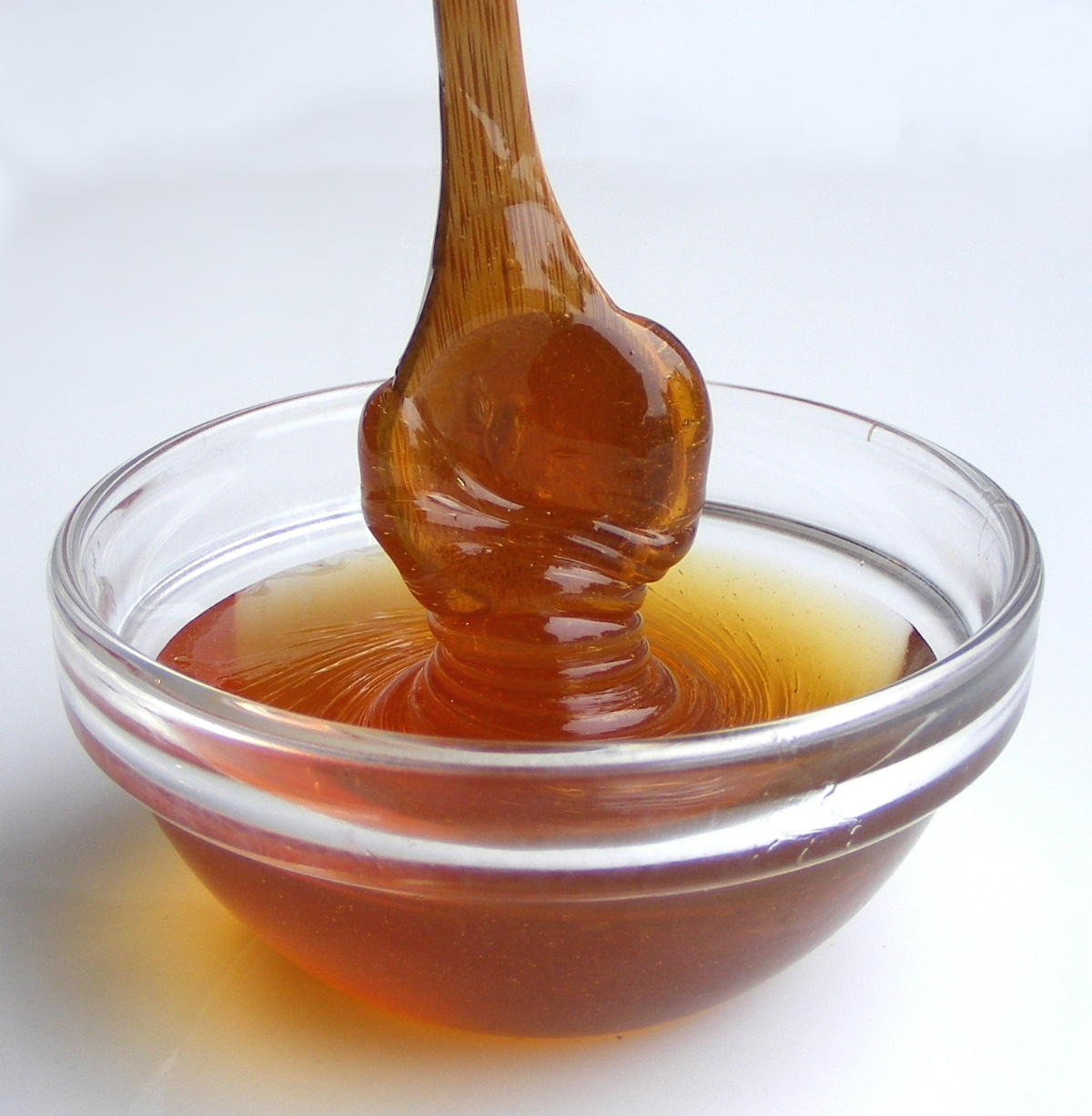
Мальтозний сироп

Мальто́за (англ. maltose від malt — «солод»), також «солодовий цукор» — природний дисахарид, молекула якого складається з двох залишків глюкози; міститься у великих кількостях в пророслих зернах (солоді) ячменю, жита та інших зернових; виявлено також у томатах, в пилку та нектарі ряду рослин. Особливо багато мальтози міститься в солоді і солодових екстрактах. Входить в склад деяких марок пива.
Мальтоза легко розчинна у воді, має солодкий смак; є відновлюючим цукром, тому що має незаміщену напівацетальну гідроксильну групу. В утворенні молекули мальтози бере участь напівацетальний гідроксил однієї з молекул глюкози і спиртовий (розташований біля четвертого вуглецевого атома) другий.
Біосинтез мальтози з bD-глюкопіранозілфосфата і D-глюкози відомий тільки у деяких видів бактерій. У тваринному і рослинному організмах мальтоза утворюється при ферментативному розщеплюванні крохмалю і глікогену (див. амілаза). Розщеплення мальтози до двох залишків глюкози відбувається в результаті дії ферменту a-глюкозідази, або мальтази, яка міститься в травному соку тварин і людини, в пророщеному зерні, в цвілевих грибах і дріжджів. Мальтоза утворюється при неповному гідролізі крохмалю розбавленими кислотами або амілолітичними ферментами, є одним з основних компонентів крохмальної патоки, яка широко використовується в кондитерській індустрії. Генетично обумовлена відсутність цього ферменту в слизовій оболонці кишки людини призводить до природженої непереносимості мальтози — важкого захворювання, що вимагає виключення з раціону мальтози, крохмалю та глікогену або долучення до їжі ферменту мальтази.
При гідролізі мальтози утворюються дві молекули глюкози:
С12Н22О11 + Н2О → 2 С6Н12О6
Цей процес відіграє велику роль в харчовій технології при бродінні тіста як джерело зброджуваних цукрів.